# Papa John's Pizza
Papa John's Pizza er en amerikansk ejet kæde af restauranter, hvor der primært serveres pizza.
Papa John's franchise har over 4.700 restauranter, hvor de 3.500 er placeret i USA, samt 1.200 spredt ud på 37 andre lande.